# Buccolicum carmen
Buccolicum carmen es una colección orgánica de doce églogas, compuesta por Petrarca y publicada en 1357. La última (Aggelos) contiene la dedicación del coleccionista a Donato Albanzani.

## Descripción general
Las alegorías oscuras sugeridas por los versos se explican en parte en la carta que Boccaccio envió a Martino da Signa (Ep. XXIII), que algunos manuscritos dan frente a la colección de poemas, a modo de introducción. En este documento, después de haber pasado brevemente en la historia del género y haber indicado que sus principales exponentes son Teócrito, Virgilio y Petrarca, Boccaccio emprende un ejercicio de autoexégesis, en lo mejor de la tradición de Dante. Este poeta florentino es el modelo más evidente para los carmina de Buccolicum, aunque Boccaccio lo excluye estratégicamente de la lista de antecedentes poéticos recordados en la epístola XXIII. La influencia de Dante se puede ver en los temas y medios utilizados en la correspondencia entre Alighieri y Giovanni del Virgilio, el famoso intercambio de églogas que Boccaccio copió personalmente y que se encuentra entre los documentos del Zibaldone Laurenziano XXIX 8.
El carmen de Buccolicum se ocupa de una variedad de temas. El propio autor dice que las dos primeras composiciones (Galla y Pampinea) son como si fueran ejercicios juveniles; en Faunus, Dorus, Silva cadens y Alcestus los hechos y eventos relacionados con la corte de angevina se elevan al rango de ejemplificación parentética. Con Midas, Boccaccio denuncia la falta de confianza de Niccolò Acciaiuoli, reivindicando así la «traición» de su influyente amigo. El elemento autobiográfico parece ser central para Olympia, un recuerdo triste y conmovedor de su hija Violante, quien murió a la temprana edad de cinco años. Similar a la poesía pastoril en la lengua vernácula de la Comedia delle ninfe fiorentine (comedia de las ninfas florentinas), el carmen de Buccolicum también se ha comparado con la correspondencia bucólica en verso, que Boccaccio realizó con Checco Miletto de Rossi (Carmina I y II).